# Miss Monde 1967
Le concours Miss Monde 1967, est la 17e élection de Miss Monde, qui se déroulée au Lyceum Theatre de Londres, au Royaume-Uni, le 16 novembre 1967.
Cinquante-cinq pays et territoires participent à l'élection. Le Panama, la Tanzanie, l'Ouganda et la Tchécoslovaquie participent pour la première fois au concours.
L'élection est présenté pour la 8e année consécutive par Michael Aspel et Simon Dee pour la 1re fois.
La gagnante est la péruvienne Madeline Hartog-Bel succédant à l'indienne, Reita Faria, Miss Monde 1966, et devenant ainsi la première Péruvienne de l'histoire à remporter le titre de Miss Monde, 4 ans après sa première participation au concours en 1959.

## Résultats
| Résultat Final  | Candidates |
| --------------- | --- |
| Miss Monde 1967 | - Pérou - Madeline Hartog-Bel |
| 1re dauphine    | - Argentine - María del Carmen Sabaliauskas |
| 2e dauphine     | - Guyana - Shakira Baksh |
| 3e dauphine     | - Israël - Dalia Regev |
| 4e dauphine     | - Royaume-Uni - Jennifer Lynn Lewis |
| Top 7           | - Tchécoslovaquie - Alzbeta Strkulova - Allemagne - Ruth Köcher |
| Top 15          | - Afrique du Sud - Disa Duivestein - Canada - Donna Marie Barker - Chili - Margarita Téllez - États-Unis - Pamela Valari Pall - France - Carole Noe - Ghana - Araba Martha Vroon - Italie - Tamara Baroni - Suède - Eva Englander |

## Candidates

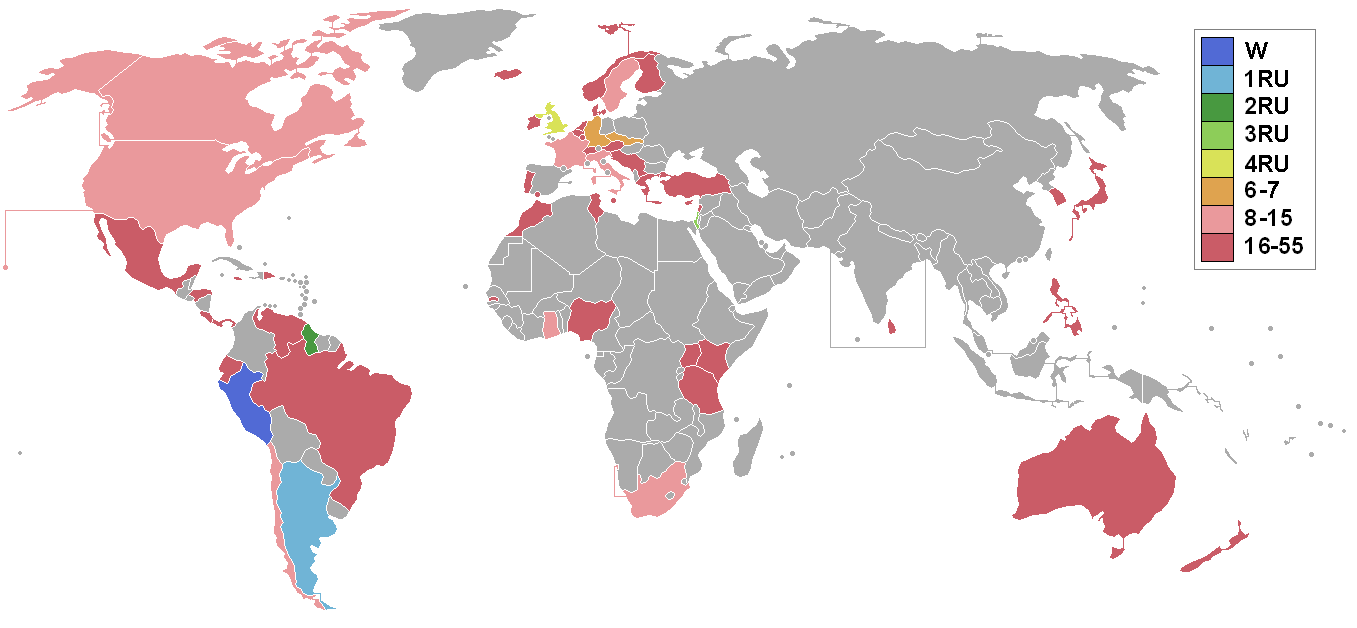
Pays représentés au concours de Miss Monde 1967 :
Miss Monde 1967
1re dauphine
2e dauphine
3e dauphine
4e dauphine
Top 7 (de la 6e à la 7e place)
Top 15 (de la 8e à la 15e place)
De la 16e à la 55e place
Pays n'ayant pas participé

| Pays                   | Candidate                               | Âge    | Domicile              |
| ---------------------- | --------------------------------------- | ------ | --------------------- |
| Afrique du Sud         | Disa Duivenstein                        | 21 ans | Umbogintwini          |
| Allemagne              | Ruth Köcher                             | 19 ans | Krefeld               |
| Argentine              | María Sabaliauskas (°1947-†2011)        | 20 ans | Río Cuarto            |
| Australie              | Judy Lockey                             | 19 ans | Randwick              |
| Autriche               | Christl Fröwis-Bartu                    | 21 ans | Bludenz               |
| Belgique               | Mauricette Sironval                     | NC     | NC                    |
| Brésil                 | Wilza de Oliveira Rainato (°1949-†2015) | 18 ans | São João da Boa Vista |
| Canada                 | Donna Marie Barker (°1947-†2016)        | 20 ans | Niagara Falls         |
| Ceylan                 | Therese Fernando                        | NC     | NC                    |
| Chili                  | Margarita Téllez (°?-†2014)             | 17 ans | Santiago              |
| Chypre                 | Laila Michaelides                       | NC     | NC                    |
| Costa Rica             | Marjorie Furniss                        | NC     | NC                    |
| Corée                  | Chung Young-hwa                         | 21 ans | NC                    |
| Danemark               | Sonja Jensen                            | 20 ans | NC                    |
| Équateur               | Laura Laurita Elena Baquero Palacios    | NC     | Guayaquil             |
| États-Unis             | Pamela Valari Pall                      | 20 ans | Norwalk               |
| Finlande               | Hedy Rännäri                            | 21 ans | NC                    |
| France                 | Carole Noë                              | 19 ans | Montfermeil           |
| Ghana                  | Araba Martha Vroon                      | 18 ans | Accra                 |
| Gibraltar              | Laura Bassadone                         | NC     | Gibraltar             |
| Grèce                  | Mimika Niavi                            | 21 ans | NC                    |
| Guyana                 | Shakira Baksh                           | 20 ans | Georgetown            |
| Honduras               | Alba María Bobadilla                    | NC     | NC                    |
| Irlande                | Gemma McNabb                            | NC     | NC                    |
| Islande                | Hrefna Wigelund Steinþórsdóttir         | 18 ans | Reykjavík             |
| Israël                 | Dalia Regev                             | 22 ans | Tel-Aviv              |
| Italie                 | Tamara Baroni                           | 22 ans | Parme                 |
| Jamaïque               | Laurel Williams                         | 20 ans | Kingston              |
| Japon                  | Chikako Sotoyama                        | 23 ans | Tochigi               |
| Kenya                  | Zipporah Mbugua                         | 20 ans | Nairobi               |
| Liban                  | Sonia Faris                             | 19 ans | Beyrouth              |
| Luxembourg             | Marie-Josée Mathgen                     | 18 ans | Esch-sur-Alzette      |
| Malte                  | Mary Mifsud                             | NC     | NC                    |
| Maroc                  | Naima Benjelloun                        | 17 ans | Casablanca            |
| Mexique                | María Cristina Ortal                    | 22 ans | NC                    |
| Nigeria                | Roseline Balogun                        | 20 ans | Lagos                 |
| Norvège                | Vigdis Sollie                           | 21 ans | Horten                |
| Nouvelle-Zélande       | Pamela McLeod                           | 18 ans | Christchurch          |
| Ouganda                | Rosemary Salmon                         | 18 ans | Kampala               |
| Panama                 | Carlota Lozano                          | 22 ans | Colón                 |
| Pays-Bas               | Monica van Beelen                       | NC     | NC                    |
| Pérou                  | Madeline Hartog-Bel                     | 21 ans | Piura                 |
| Philippines            | Maita Gomez (°1947-†2012)               | 19 ans | Manille               |
| Portugal               | Teresa Amaro                            | 20 ans | NC                    |
| Suède                  | Eva Englander                           | 20 ans | Borås                 |
| Suisse                 | Edith Fraefel                           | 18 ans | NC                    |
| République dominicaine | Margarita Rosa Rueckschnat Schott       | NC     | Saint-Domingue        |
| Royaume-Uni            | Jennifer Lynn Lewis                     | 20 ans | Glenfield             |
| Tanzanie               | Theresa Shayo (°?-†2007)                | 23 ans | NC                    |
| Tchécoslovaquie        | Alžbeta Štrkulová                       | 22 ans | Košice                |
| Tunisie                | Rekeja Dekhil                           | NC     | NC                    |
| Turquie                | Neşe Yazıcıgil                          | NC     | NC                    |
| Venezuela              | Irene Böttger Herrera                   | 22 ans | Caracas               |
| Yougoslavie            | Aleksandra Mandić                       | 19 ans | Sarajevo              |

## Observations